# Ataque a Tierras Coloradas
El ataque a Tierras Coloradas fue una acción por parte de grupos de delincuencia organizada en represalia contra los habitantes de esa localidad, ubicada en el municipio de Mezquital, en el estado de Durango (nosoreste de México).

## Sucesos
Tierras Coloradas era una población rural de Mezquital habitada por miembros del pueblo tepehuano. Los miembros de esta comunidad expulsaron del lugar a un grupo de pistoleros que había asesinado a dos personas que pertenecían a una familia local y habían herido a uno más. Estos hechos ocurrieron el 28 de diciembre, dos días más tarde se corrió la versión de que los pistoleros expulsados volverían al lugar para vengarse, por lo que los indígenas se refugiaron en los poblados cercanos de la Sierra Madre Occidental. 
El 28 de diciembre de 2010, un comando armado de aproximadamente 60 personas atacó el lugar, incendiando todas las viviendas, veintisiete vehículos, dos escuelas y la tienda Liconsa. Algunas versiones hablan de 37 casas incendiadas y otras 40. Por varios rumbos de esa región duranguense se conocieron versiones sobre los hechos. El 12 de enero de 2011, El Siglo de Torreón informó lo sucedido, con la versión de que el ataque ocurrió el 5 de enero. La Fiscalía General del Estado de Durango había negado los hechos, señalando que no habían sido reportados oficialmente, aunque finalmente reconoció la versión.